# Coti-Chiavari
Coti-Chiavari (kors. Coti è Chjavari) – miejscowość i gmina we Francji, w regionie Korsyka, w departamencie Korsyka Południowa.
Według danych na rok 1990 gminę zamieszkiwało 399 osób, a gęstość zaludnienia wynosiła 6 osób/km².